# Nemoria viridicaria
Nemoria viridicaria är en fjärilsart som beskrevs av George Duryea Hulst 1880. Nemoria viridicaria ingår i släktet Nemoria och familjen mätare. Inga underarter finns listade i Catalogue of Life.